# Пасош
«Па́сош» (стилизованно как «пасош») — российская инди-рок-группа из Москвы.

## Участники группы
- Петар Мартич — вокал, бас (2013, 2014—2021)
- Кирилл Городний — гитара (2013, 2014—2021)
- Григорий Драч — барабаны (2014—2021)

Основатель и фронтмен группы — Петар Мартич, этнический серб, в девять лет переехавший в Россию, получивший высшее образование в Англии, после чего вновь вернувшийся в Россию. В рамках проекта «Прыгай киска» Петар записывал треки, которые в 2014 году получили широкую популярность среди молодёжи и часто выкладывались в публичных группах в социальной сети «ВКонтакте». Треки, «Как же я горяч» и «Райан Гослинг» ушли в народ и сделали из Петара настоящую интернет-знаменитость.
Другие участники группы — Кирилл Городний и Григорий Драч. Кирилл знаком с Петаром с пятого класса, они вместе работали на протяжении нескольких лет до того, как была создана группа «Пасош». Кирилл выступал в качестве диджея в проекте «Прыгай киска», но в «Пасош» он играет на гитаре. Григорий Драч заканчивал музыкальную школу по классу «фортепиано», а в «Пасош» играет на барабанах. Сам Петар в «Пасош» играет на бас-гитаре и поёт.

## История
Летом 2013 года Петар Мартич и Кирилл Городний решили создать музыкальную группу. Тогда участники ещё не знали, как назваться. У Петара на тумбочке около кровати всегда лежал его сербский паспорт. В сербском языке паспорт обозначается словом «пасош». Кириллу очень нравилось это слово, и он предложил, пока они не придумают себе название, называть их музыкальный проект «пасошем». Всё лето Петар и Кирилл писали песни, играли их для себя и своих друзей, делали записи и планировали записать альбом. У них набралось солидное количество сырого материала, но материал ещё был не готов. Лето закончилось, и Петару надо было ехать в Англию, чтобы вернуться в университет, в котором он тогда учился. В итоге группа так и не стала ничего записывать. Но в один из дней накануне отъезда Петар записал 4 новых песни и захотел их выставить в интернет. Оставалось придумать название. У «пасоша» к тому моменту была песня под названием «прыгай киска». Но так как «пасоша» больше не было, а название песни показалось Петару интересным, он решил его использовать. Так, на время, «пасош» исчез и появилась новая группа «прыгай киска».
Весной 2014-го, записывая для группы «прыгай киска» свои гитарные песни на ноутбук, Петар решил объединить их с некоторыми демо-записями, записанными «пасошем» тем летом, и выложить на общее обозрение. В итоге Петар так и поступил, назвав этот сборник первым альбомом «пасоша».
Потом Петар закончил университет, переехал обратно в Москву и занимался «прыгай киской», которая за это время стала довольно популярной. По переезду к Петару присоединился Кирилл Городний, спродюсировавший несколько треков для «прыгай киски». В период с июня по ноябрь 2014-го Петар и Кирилл в составе «прыгай киска» активно выступали и выпускали новый материал. 20-го ноября 2014 года после проведения финального концерта в клубе «Шоколадная фабрика» проект «прыгай киска» был официально закрыт, и Петар и Кирилл начали активно репетировать с присоединившемся к нам барабанщиком Григорием Драчом и за пару месяцев написали множество песен.
Дебютный альбом «Пасош» вышел в 2015 году и получил название «Нам никогда не будет скучно». Альбом звучал как чистый DIY, звук был сырым и гаражным, инструменты звучали грязно, как и вокал. Но, с учётом стилистики и традиций, звук был сделан таким преднамеренно. Альбом соответствовал всем канонам жанра «панк-рок» и был близок к андеграунду старой эмо-школы, к которой относят Sunny Day Real Estate и Texas Is The Reason. Все тексты написаны на русском языке (исключая песню «дрейк», первый куплет которой исполняется на английском) и полно отражают атмосферу жизни современных тусовщиков-студентов.
В отличие от простого и наивного первого альбома, второй альбом «21», выпущенный в марте 2016 года, стал более взрослым. Он записывался около полугода, примерно столько же, сколько и первый. Но если над «Нам никогда не будет скучно» музыканты работали так долго, потому что не занимались чем-то подобным ранее, то процесс работы над «21» усложнился тем, что группа уже занималась концертной деятельностью. В начале 2016 года «Пасош» провели несколько небольших концертных туров, а осенью — более крупный тур на 20 городов. Помимо этого, группа активно выступает на фестивалях — «Боль», «Motherland» и прочих.
В 2016 году группа была номинирована в категории «рок-артист года» на вручении премии Jagermeister Indie Awards 2016, но проиграла Glintshake.
14 сентября 2017 года группа выпустила третий студийный альбом «Каждый раз самый важный раз», а в начале 2019 года четвёртый — «Бессрочный отпуск».
23 марта 2021 года группа приостановила свою деятельность после обвинений в насилии в адрес фронтмена Петара Мартича. Участник группы Григорий Драч написал в своём Instagram следующее: «Касательно группы пасош. Все важные решения мы всегда принимали втроем. Либо все за, либо никак. Пока этого согласия не достигнуто — группа приостанавливает свою деятельность».

## Дискография

### Студийные альбомы
- 2015 — «нам никогда не будет скучно»
- 2016 — «21»
- 2017 — «Каждый раз самый важный раз»
- 2019 — «Бессрочный отпуск»

### Мини альбом
- 2020 — «Снова возвращаюсь домой», совместно с Увула

### Сборники
- 2017 — «все будет нормально»

### Синглы
- 2013 — «Нам Никогда Не Будет Скучно»
- 2015 — «дрейк/стардог»
- 2017 — «Вечеринка (Remix)», совместно с ЛСП
- 2018 — «Память (Remix)», совместно с макулатура
- 2018 — «Наверное хватит (Remix)» совместно с RSAC [8]
- 2018 — «Лучший город земли»
- 2019 — «Лето. Acoustic version»
- 2021 — «Всё неважно»

### Демо
- 2013 — «пасош»

## Награды и номинации
| Год  | Номинация                                   | Итог      |
| ---- | ------------------------------------------- | --------- |
| 2016 | Золотая Горгулья 'Рок-группа'               | Победа    |
| 2016 | Jagermeister Indie Awards 'Рок-артист года' | Номинация |
| 2017 | Jagermeister Music Awards 'Группа года'     | Номинация |
| 2017 | Jagermeister Music Awards 'Рок-артист года' | Номинация |